# Тужуз
Тужу́з (фр. Toujouse, окс. Tojosa) — коммуна во Франции, находится в регионе Юг — Пиренеи. Департамент — Жер. Входит в состав кантона Ногаро. Округ коммуны — Кондом.
Код INSEE коммуны — 32449.

## География
Коммуна расположена приблизительно в 600 км к югу от Парижа, в 135 км западнее Тулузы, в 65 км к западу от Оша.
На севере коммуны протекает река Миду.

## Климат
Климат умеренно-океанический. Лето жаркое и немного дождливое, температура часто превышает 35 °С. Зимой часто бывает отрицательная температура и ночные заморозки. Годовое количество осадков — 700—900 мм.

## Население
Население коммуны на 2010 год составляло 206 человек.
| 1962 | 1968 | 1975 | 1982 | 1990 | 1999 | 2010 |
| ---- | ---- | ---- | ---- | ---- | ---- | ---- |
| 214  | 190  | 152  | 176  | 177  | 139  | 206  |

## Администрация
| Период | Период | Фамилия   | Партия | Примечания |
| ------ | ------ | --------- | ------ | ---------- |
| 2001   | 2020   | Жак Тарта |        |            |

## Экономика
В 2010 году среди 132 человек трудоспособного возраста (15-64 лет) 105 были экономически активными, 27 — неактивными (показатель активности — 79,5 %, в 1999 году было 74,7 %). Из 105 активных жителей работали 90 человек (52 мужчины и 38 женщин), безработных было 15 (6 мужчин и 9 женщин). Среди 27 неактивных 7 человек были учениками или студентами, 12 — пенсионерами, 8 были неактивными по другим причинам.

## Достопримечательности
- Церковь XIV века. Исторический памятник с 1973 года[4]